# Slovinská akademie věd a umění
Slovinská akademie věd a umění (slovinsky Slovenska akademija znanosti in umetnosti, SAZU) je nejvyšší vědecká a umělecká instituce ve Slovinsku.

## Historie
Již v roce 1696 byla v Lublani založena Academia operosorum – první učená společnost sdružující lékaře, právníky a teology, které působila skoro celé čtvrtstoletí. V roce 1701 vznikla první hudební instituce – Academia philharmonicorum. Academia operosorum byla obnovena v roce 1779. Ačkoliv byly hlavními jazyky diskusí němčina a latina, podílela se Academia na slovinském národním obrození, když se vedle vědeckého bádaní věnovala také slovinské historii a jazyku. S Academií byli spojeni mimo jiné Marko Pohlin, Jurij Japelj a Anton Tomaž Linhart. Zanedlouho však i druhá Academia zanikla, což bývá dáváno do spojitosti s rozpory mezi jejími členy, ale patrně spíše Academia zanikla po zásahu státních orgánů. Mnozí členové Academie pak hledali uplatnění jinde, například v Zoisově kroužku.
V roce 1919, po vzniku Univerzity v Lublani, začaly přípravy ke vzniku moderní akademie věd a umění, které vygradovaly v roce 1938. 11. srpna 1938 přijala rada ministrů na návrh ministra Dimitrije Magaraševiće nařízení s mocí zákona, jež bylo publikováno v promulgačním listu 31. srpna 1938. 4. ledna 1939 byl se souhlasem panovníka jmenován do funkce první předseda – Rajko Nahtigal, lingvista a odborník na slovanské jazyky, jenž funkci zastával až do roku 1942. 26. ledna 1943 se dosavadní akademie přeměnila v Národní radu akademie (Consiglio nazionale delle Academie)  Za okupace akademie nekonala slavnostní shromáždění, ani nepřijímala nové členy. Předsedou byl v letech 1942 až 1945 Milan Vidmar.
Po válce došlo ke změně názvu a řady Akademie musela opustit část jejich členů, Akademie jako taková však v tomto období rostla a rozšiřovala svou působnost. V roce 1948 bylo k názvu přidáno adjektivum slovinská a SAZU byla organizována podle sovětského vzoru. V průběhu let docházelo k organizačním změnám, v letech 1955 až 1958 byly vyčleněny samostatné ústavy: Ústav fyziky „Jožef Stefan“, Ústav chemie „Boris Kidrič“, Ústav elektroenergetiky a Ústav pro turbínové stroje. SAZU byla také indoktrinována marxisticko-leninským učením.
Funkci předsedy SAZU od konce války zastávali literární historik France Kidrič (1945 – 1950), lingvista Fran Ramovš (1950 – 1952), Josip Vidmar (1952 – 1976) a odborník v oblasti forenzního lékařství Janez Milčinski (1976 – 1992).

## Současnost
Se změnou politických poměrů a s osamostatněním Slovinska stála Akademie před úkolem obstát ve srovnání s ostatními evropskými akademiemi. Předsedou akademie byl v letech 1992 až 2002 literární historik France Bernik. V roce 1994 byla přijata nová zákonná úprava, jež zakotvila nezávislost SAZU. V roce 1996 byli rehabilitováni tři zakládající členové Akademie, kteří byli vyloučeni po druhé světové válce, a byla jim navrácena jejich čestná práva.
Orgány SAZU jsou skupščina, předsednictvo a předseda. Skupščina SAZU sestává ze všech řádných a mimořádných členů SAZU a na její činnosti se mohou podílet i čestní a dopisní členové SAZU. Skupščina se schází nejméně jednou za rok. Předsednictvo SAZU tvoří předseda, dva místopředsedové, hlavní tajemník, tajemníci tzv. tříd a tři členové SAZU, které volí skupščina SAZU v souladu se statutem SAZU. Předsednictvo je odpovědné skupščině. Neodkladné záležitosti zajišťuje výkonný výbor, jejž tvoří předseda, místopředseda a hlavní tajemník. Skupščina SAZU volí z řádných členů SAZU předsedu, místopředsedu a hlavního tajemníka. Volební období je tříleté s možností jednoho prodloužení. Funkce může být zastávána do sedmdesáti pěti let věku. Podrobnosti o volbě upravuje statut SAZU.
V letech 2002 až 2008 byl předsedou biofyzik Boštjan Žekš, současným předsedou SAZU je Jože Trontelj.